# هوفهایم، بایرن
شهر هوفهایم، بایرندر ایالت بایرن در کشور آلمان واقع شده‌است.